# Menfi
Menfi este o comună în Provincia Agrigento, Sicilia din sudul Italiei. În 2011 avea o populație de 12.722 de locuitori.

## Demografie
Menfi - evoluția demografică

|  | Graficele sunt indisponibile din cauza unor probleme tehnice. Mai multe informații se găsesc la Phabricator și la wiki-ul MediaWiki. |

Date: Recensăminte sau birourile de statistică - grafică realizată de Wikipedia